# باغ گیاه‌شناسی تالین
باغ گیاه‌شناسی تالین (استونیایی: Tallinna Botaanikaaed) یک باغ گیاه‌شناسی در تالین، استونی است.
این باغ که در سال ۱۹۶۱ تأسیس شده در سمت راست رود پیریتا در منطقه کلوستریمتسا واقع شده و دارای ۱۲۳ هکتار وسعت می‌باشد. باغ گیاه‌شناسی تالین شامل درختستان و باغ رز است.

## انواع گیاه‌ها
- گیاهان علفی: ۱۴۵ آرایه
- درخستان: ۱۹۳۷ آرایه
- باغ رز: ۶۱۰ آرایه
- گیاهان پیازی: ۱۳۱۲ آرایه
- گیاهان تابستانی: ۲۸۰ آرایه
- گلخانه با مساحت ۲۱۰۰ مترمربع ۲۲۳۹ آرایه گیاهان گرمسیری و نیمه گرمسیری

## نگارخانه

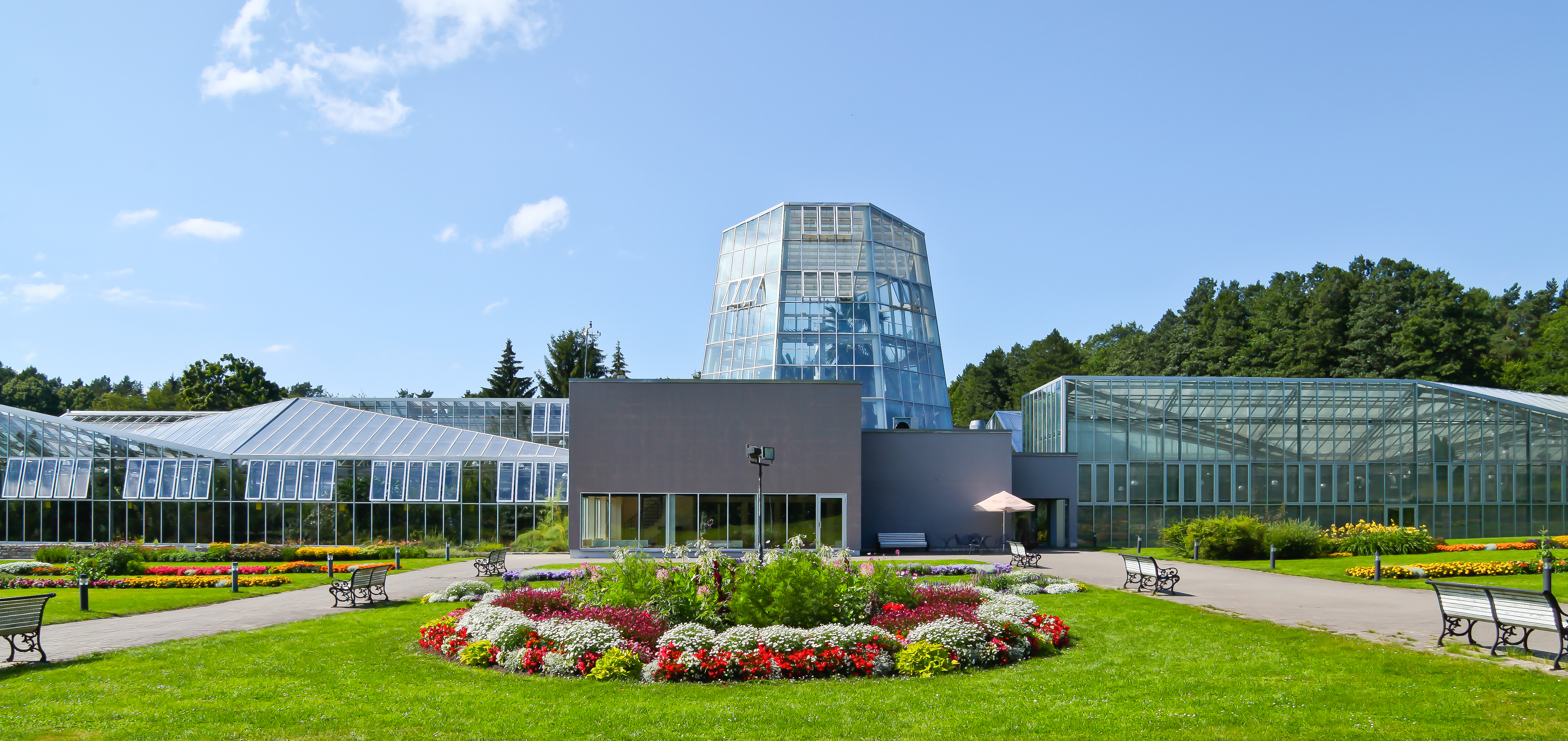
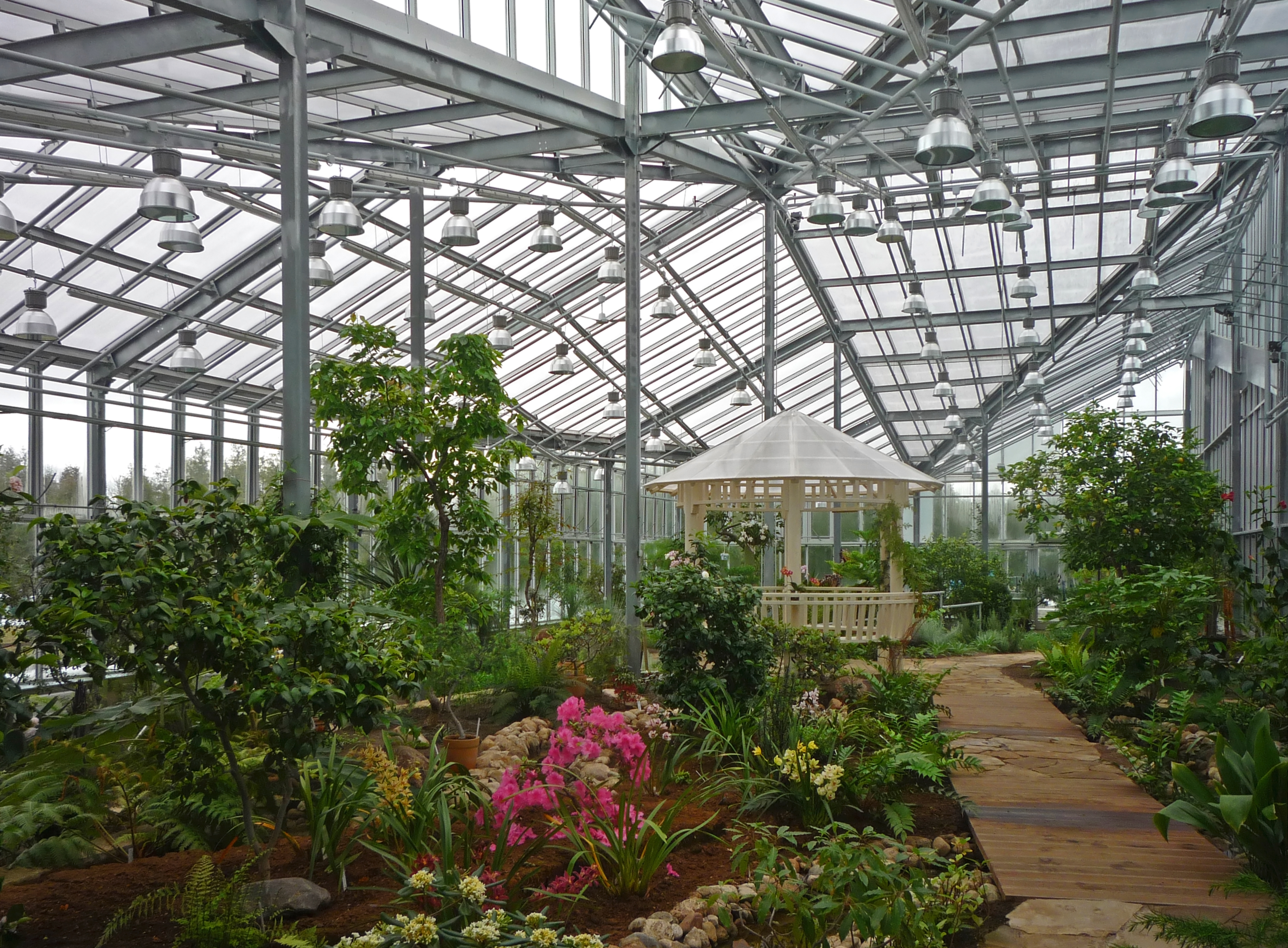
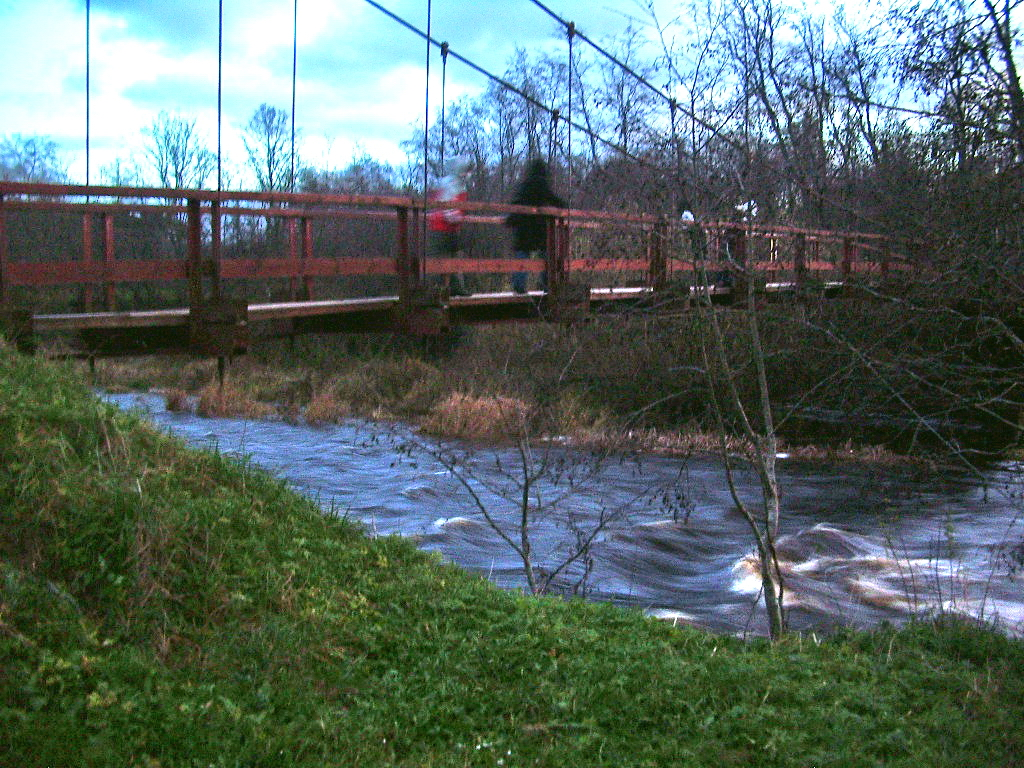
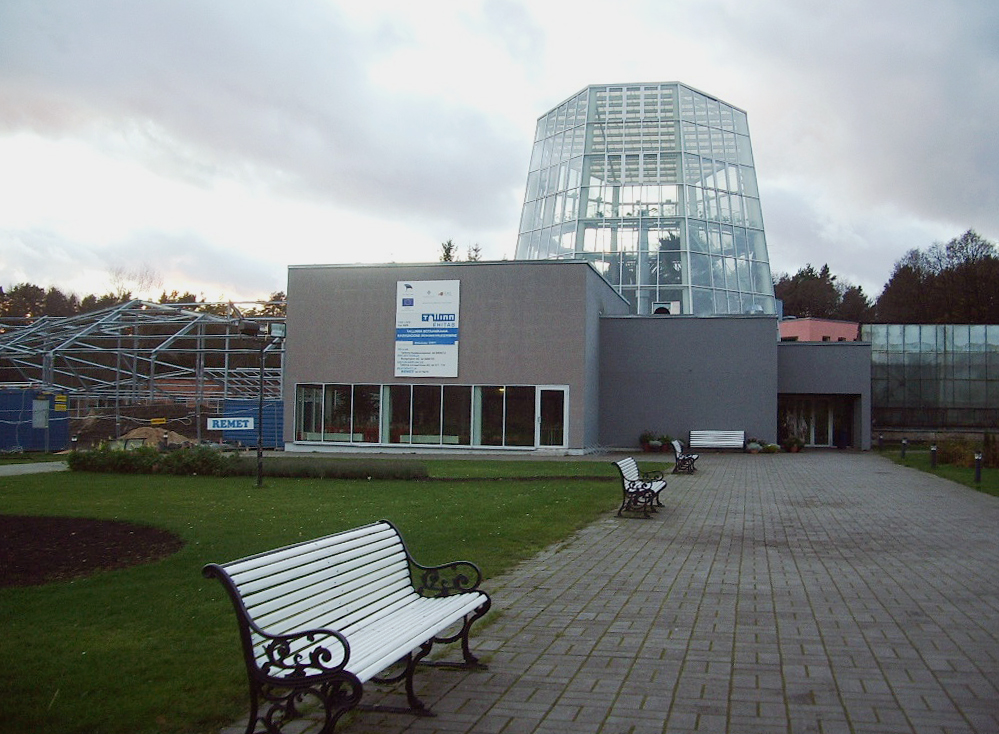